# Jeanne Samary
Pour les articles homonymes, voir Samary.
Léonie Pauline Jeanne Samary est une comédienne française née le 4 mars 1857 dans l'ancien 3e arrondissement de Paris et morte le 18 septembre 1890 à Paris 1er.

## Biographie
Jeanne Samary nait le 4 mars 1857 dans une famille d'artistes : son père, Louis-Jacques Samary, était violoncelliste à l'Opéra de Paris, et deux de ses tantes du côté maternel, Augustine Brohan et Madeleine Brohan étaient comédiennes à la Comédie-Française, ainsi que sa grand-mère Suzanne Brohan.
Elle entra en 1871 au Conservatoire national de musique et de déclamation à l'âge de quatorze ans et obtint en 1874, à dix-huit ans, le premier prix de comédie.
Elle débuta en le 24 août 1874 à la Comédie-Française dans le rôle de Dorine du Tartuffe. Sociétaire le 5 décembre 1878, elle se spécialisa dans les rôles de servante et de soubrette de Molière.
Elle est surtout connue aujourd'hui en raison de la douzaine de portraits que Renoir a peints d'elle entre 1877 et 1880, et figure dans Le Déjeuner des canotiers.
Dès 1876, l'une des premières œuvres impressionnistes, La Balançoire par Renoir, a pour modèle la jeune actrice.
Elle se maria en 1882 avec Paul Lagarde, frère du peintre Pierre Lagarde, dont elle eut trois enfants, dont deux filles qui lui survécurent.

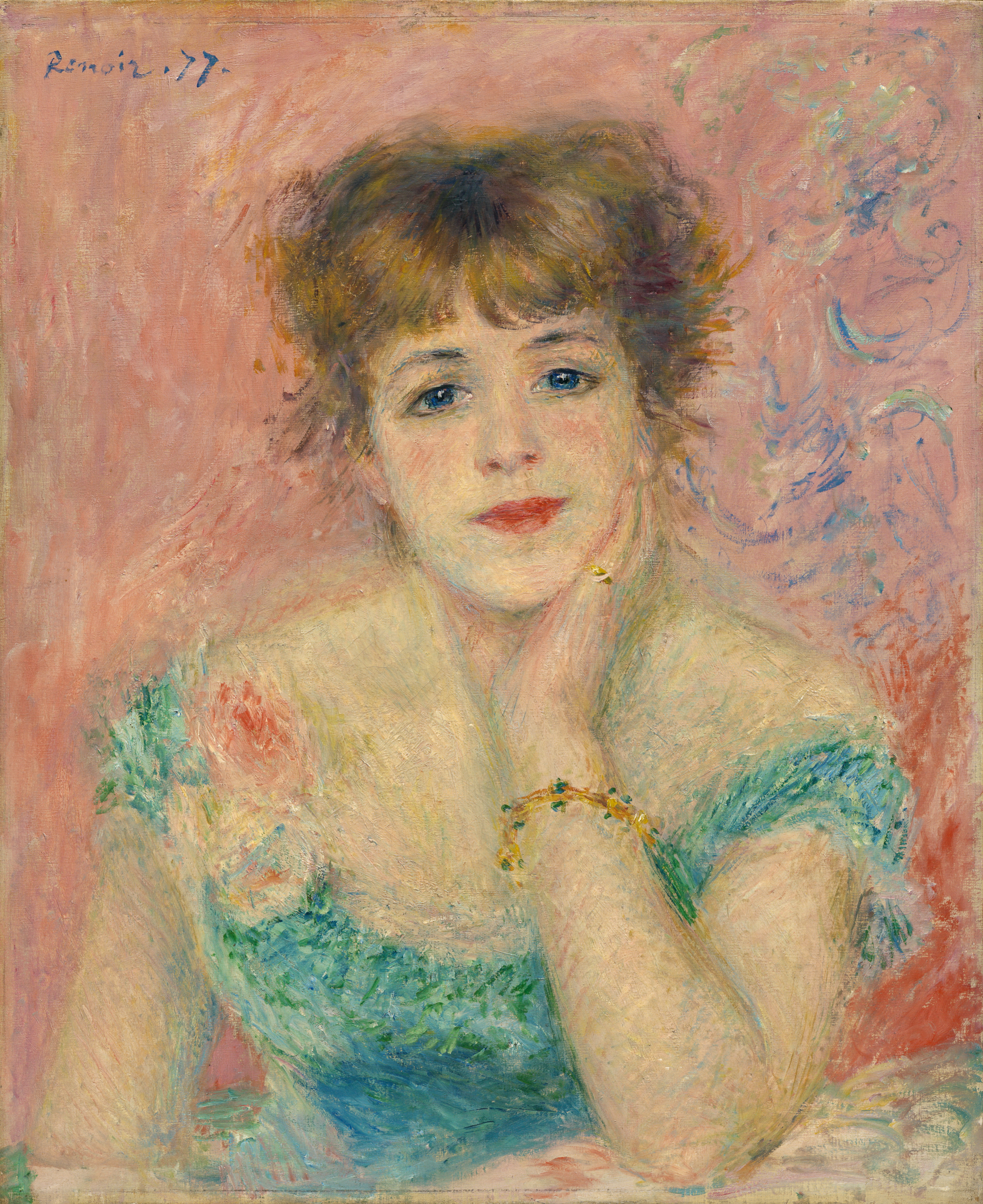
La Rêverie, par Renoir (1877), musée des beaux-arts Pouchkine de Moscou (ancienne collection Morozov).

Elle est également le sujet de La Rêverie qui obtint un succès mitigé à l'exposition impressionniste de 1877 bien qu'il ne semble pas avoir plu à Mademoiselle Samary, car ne valorisant pas suffisamment son statut social.

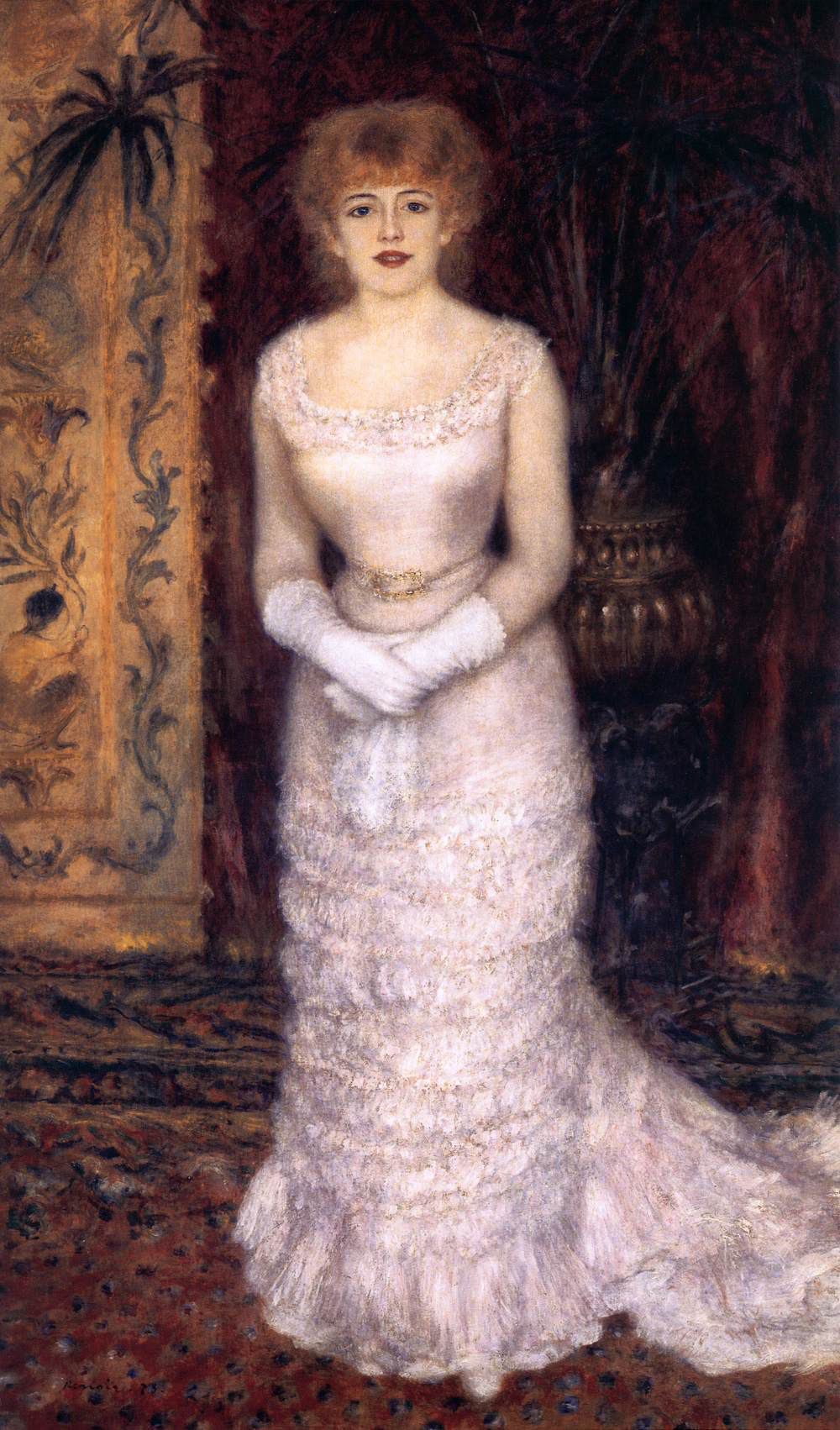
Portrait de Jeanne Samary en pied, par Renoir (1878), musée de l'Ermitage (ancienne collection Morozov)

Renoir en 1879 présente un portrait censé plus satisfaire son modèle, en pied et en tenue de bal. Mais le portrait, moins bien exposé que celui de Sarah Bernhardt, rencontra moins de succès et Mademoiselle Samary en aurait été fâchée.
Après trois ans de collaboration, Jeanne Samary préféra à Renoir des peintres de l'école académique qui, selon elle, étaient plus susceptibles de la valoriser. Elle choisit entre autres Louise Abbema et Ferdinand Humbert qui fit son portrait en 1890 juste avant sa disparition.
Peu avant sa mort elle écrivit un livre pour ses enfants, Les Gourmandises de Charlotte (1890) magistralement illustré par Job.
Elle meurt brutalement au 194 rue de Rivoli d'une fièvre typhoïde en 1890. Elle est enterrée au cimetière de Passy (division 6).

## Théâtre

### Carrière à la Comédie-Française
Entrée en 1875
Nommée 305e sociétaire en 1879
- 1874 : Tartuffe de Molière : Dorine
- 1875 : Oscar d'Eugène Scribe et Charles Duveyrier : Manette
- 1875 : Les Précieuses ridicules de Molière : Madelon
- 1875 : Tartuffe de Molière : Dorine
- 1875 : Petite pluie d'Édouard Pailleron : Pulchérie
- 1876 : Dom Juan ou le Festin de pierre de Molière : Charlotte
- 1877 : Le Joueur de Jean-François Regnard : Nérine
- 1879 : L'École des maris de Molière : Lisette
- 1880 : L'Impromptu de Versailles de Molière : Mlle Du Croisy
- 1880 : Le Bourgeois gentilhomme de Molière : Nicole
- 1882 : Le roi s'amuse de Victor Hugo : Maguelonne
- 1884 : La Duchesse Martin de Henri Meilhac : Jeanne
- 1885 : Socrate et sa femme de Théodore de Banville : Xantippe
- 1888 : Les Femmes savantes de Molière : Martine
- 1888 : Le Mercure galant d'Edme Boursault : Elise
- 1889 : L'École des maris de Molière : Lisette
- 1890 : Le Bourgeois gentilhomme de Molière : Nicole